# Acanthodillo commensalis
Acanthodillo commensalis är en kräftdjursart som först beskrevs av Baker 1913.  Acanthodillo commensalis ingår i släktet Acanthodillo och familjen Armadillidae. Inga underarter finns listade i Catalogue of Life.